# Varpojärvi (sjö i Ilomants, Norra Karelen)
Varpojärvi är en sjö i kommunen Ilomants i landskapet Norra Karelen i Finland. Den är 8 meter djup. Arean är 45 hektar och strandlinjen är 3,88 kilometer lång. Sjön  ingår i Jänisjokis huvudavrinningsområde.   Den ligger omkring 58 kilometer öster om Joensuu och omkring 410 kilometer nordöst om Helsingfors. 